# ColourPop Cosmetics
ColourPop Cosmetics, aussi connue sous le nom de ColourPop, est une entreprise de cosmétiques américaine, basée à Los Angeles. La société est créée par Laura et John Nelson en 2014 et produit en majeure partie du maquillage. Les produits ColourPop sont vendus majoritairement sur leur site internet, ainsi que dans les magasins américains Ulta Beauty. La firme possède aussi une marque de soins de la peau du nom de Fourth Ray Beauty, et une marque axée sur le maquillage du corps appelée Sol Body.
ColourPop reçoit les prix de beauté de Glamour (2020), Allure (2019), Influenster (2018), Temptalia (2018, 2019) et OK! (2018).

## Histoire
Les cofondateurs Laura et John Nelson, frère et sœur, fondent la société Seed Beauty en tant que filiale de la société de maquillage de leur père, Spatz Laboratories. Spatz Laboraties fabriquait du maquillage pour d'autres marques.
ColourPop Cosmetics est une marque détenue par la société Seed Beauty, qui possédait également des marques comme Kylie Cosmetics et KKW Beauty par le passé. ColourPop commence son développement en tant que boutique en ligne, avant de s'étendre à la vente au détail. Le premier partenariat de vente de la marque est signé avec Sephora en 2017. En 2018, ColourPop devient disponible dans certains magasins Ulta Beauty.
Le 14 juin 2018, Colourpop sort son premier fond de teint appelé No Filter Foundation en 42 teintes. En septembre 2019, Colourpop sort sa première crème hydratante teintée appelée Hyaluronic Tinted Moisturizer.

## Collaborations
ColourPop collabore avec des entreprises célèbres telles que Disney et Sanrio, ainsi que d'autres sociétés comme Match.com et Halo Top Creamery,,,.
ColourPop est une marque également connue pour créer des produits en collaboration avec plusieurs célébrités de YouTube et autres réseaux sociaux, telles que Isabelle Fuhrman, Karrueche Tran, Zoella, Becky G, Alexis Ren et Jenn Im,,. En octobre 2019, la youtubeuse Safiya Nygaard sort des rouges à lèvres en collaboration avec Colourpop en se basant sur sa série YouTube Bad Makeup Science (« mauvaise science du maquillage ») où elle a fait fondre des rouges à lèvres dans sa cuisine pour créer de nouvelles nuances,.
En juillet 2022, ColourPop annonce sa collaboration avec le groupe de K-pop BTS qui s'inspire de leurs personnages de BT21,.